# 延安电影团
延安电影团，全称八路军总政治部电影团，是中国共产党建立的第一个电影机构，1938年成立于延安。